# Peter Stuyvesant
Peter Stuyvesant (tiếng Anh /staɪv.əs.ənt/; tiếng Hà Lan còn gọi là Pieter và Petrus Stuyvesant; khoảng 1612-1672) từng là người Hà Lan tổng đốc cuối cùng của thuộc địa của Hà Lan mới từ năm 1647 cho đến khi nó được nhượng tạm thời cho Anh vào năm 1664, sau đó nó đã được đổi tên thành New York. Ông là một nhân vật quan trọng trong lịch sử ban đầu của Thành phố New York.
Thành tựu Stuyvesant lúc làm tổng đốc bao gồm việc mở rộng đáng kể khu định cư New Amsterdam vượt ra ngoài mũi phía nam của Manhattan. Trong số các dự án được xây dựng bởi chính quyền Stuyvesant của là những bức tường bảo vệ trên Wall Street, con kênh trở thành Broad Street, và Broadway.